# حوار مسكوني
حوار مسكوني، هو الحوار بين المسيحيين من مختلف المذاهب والمشارب في قضايا خلافية تتعلق بتفسير الكتاب المقدس، أو ممارسات دينية أو مواقف معينة من العقيدة. تم تشجيع الحوار المسكوني بشكل خاص خلال النصف الثاني من القرن العشرين، وشجع عليه المجمع الفاتيكاني الثاني. إنّ تعليم الكنيسة الكاثوليكية ينصّ أن «إنشاق الكنائس، يدرج في إطار الخطايا التي تتطلب القيام بفعل ندامة وتوبة كبير. لقد عانى اتحاد الكنائس في الألف الثانية وبسبب «كلا الطرفين» تمزقات تناقض مناقضة صريحة إرادة المسيح وتشكل سبب شك للعالم... ومن الضروري أن نكّفر عنها، ملتسمين الغفران بكل قوانا». وقد أسماها بندكت السادس عشر «فضيحة الانقسام». نتيجة الحوار المسكوني قد أدت كما يقول البابا يوحنا بولس الثاني إلى «أن نظهر وإن غير متحدين اتحادًا كاملاً، فأقله أقرب بكثير مما كان عليه الوضع إبان الانشقاقات في الألف الثاني».
الحوار المسكوني يشمل أيضًا الحوار بين المسيحية واليهودية، إذ تعتبر الكنيسة الحوار مع اليهود «جزءًا من الحوار المسيحي الداخلي».

## مسار الحوار
إن أساس الحوار المسكوني كما تصفه الكنيسة، هو الشهادة للمسيح: «إن الشهادة للمسيح، حتى الدم، هي تراث مشترك بين الكاثوليك والأرثوذكس والبروتستانت كما أشار بولس السادس لمناسبة إعلان قداسة الشهداء الأوغنديين».
أدى الحوار المسكوني إلى عدة قضايا بارزة، من بينها رفع الحرم المتبادل بين الكنيسة الكاثوليكية والكنائس الأرثوذكسية الشرقية خلال حبرية البابا بولس السادس، وتوحيد عيد الفصح في عدد من البطريركيات الأرثوذكسية لاسيّما بطريركية القسطنطينية المسكونية للروم الأرثوذكس، كذلك فقد أفضى الحوار المسكوني خلال عهد البابا يوحنا بولس الثاني إلى حل الخلاف الكريستولوجي حول مجمع خلقيدونية مع الكنائس الأرثوذكسية المشرقية، كما أفضى إلى حل قضية الخلاف حول قضية انبثاق الروح القدس بقبول الوجهين: من الآب، ومن الآب والابن. وعلاوة على ذلك، فقد قرر بأنه «يجب ألا يستعمل أبدًا أساليب وطرق للتعبير عن الإيمان، بلغة تعقيق الحوار مع الأخوة المنفصلين». وفي هذا الإطار يقول البابا بولس السادس: «من العار علينا أن تتسم حوارتنا بالغطرسة واستخدام كلمات لاذعة أو التذكير مبرارة مسبقة. فإن ما يعطي حوارنا ثقله هو كونه تأكيدًا للحقيقة، وأنه يشارك الآخرين عطايا الخير، وأنه في حد ذاته مثال الفضيلة. يتجنب لغة العجرفة، ولا يصدر مطالبات، وهو سلمي لا يلجأ إلى استخدام أساليب متطرفة، كما أنه صبور في مقابل التناقضات، ويميل نحو السماحة».
وإلى جانب الحوار بين الكنائس، فإن الحركة المسكونية على صعيد مؤمني المذاهب المختلفة، تشمل لقاءات وصلوات من «أجل الوحدة»، وافتتاح معاهد ودورات كتابية وليتورجية وتعليم مسيحي مشترك، ونشاط واحد في الحقل الاجتماعي.

## مؤسسات داعمة
في الكنيسة الكاثوليكية، فإن أحد أقسام الكوريا الرومانية مخصص لشؤون وحدة المسيحيين؛ القسم ذاته يعتبر مسؤلاً عن العلاقات بين المسيحية واليهودية، إذ تعتبر الكنيسة الحوار مع اليهود «جزءًا من الحوار المسيحي الداخلي». أيضًا فإن مجلس الكنائس العالمي أحد المنظمات الهامة في تكوين «اتصالات أخوية ثابتة تعزيزًا للاستشارة والتعاون».

## مواقع خارجية
- الحوار المسكوني الحقيقي ليس لقاءات ودية - كنيسة الإسكندرية الكاثوليكية.